# Dimítrios Rállis
Dimítrios Rállis (1844 — 1921) foi um político da Grécia. Ocupou o cargo de primeiro-ministro da Grécia.